# 29e cérémonie des César
La 29e cérémonie des César du cinéma — dite aussi Nuit des César — récompensant les films sortis en 2003, s'est déroulée le 21 février 2004 au théâtre du Châtelet.

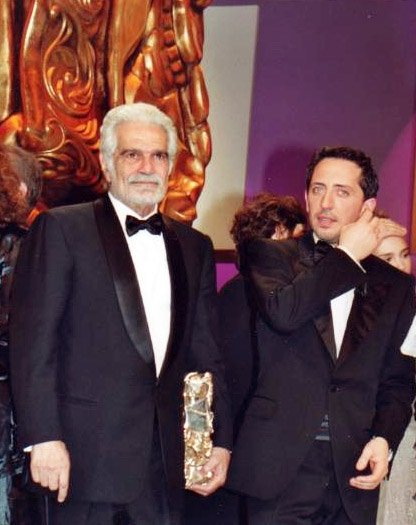
Omar Sharif, lauréat du César du meilleur acteur pour Monsieur Ibrahim et les Fleurs du Coran, en compagnie de Gad Elmaleh.

Elle fut présidée par Fanny Ardant, présentée par Gad Elmaleh et retransmise sur Canal+.

## Présentateurs et intervenants
- Fanny Ardant, présidente de la cérémonie
- Gad Elmaleh, maître de cérémonie
- Fabrice Luchini, pour la remise du César d'honneur à Micheline Presle
- Laetitia Casta, pour la remise du César de la meilleure actrice dans un second rôle
- Sandrine Bonnaire, pour la remise du César du meilleur réalisateur
- Carole Bouquet, pour la remise du César du meilleur acteur
- Julie Gayet, pour la remise du César du meilleur court-métrage
- Agnès Jaoui, pour la lecture d'une déclaration en faveur des intermittents du spectacle
- Michaël Youn

## Palmarès

### César du meilleur film
- Les Invasions barbares de Denys Arcand
  - Bon Voyage de Jean-Paul Rappeneau
  - Pas sur la bouche d'Alain Resnais
  - Les Sentiments de Noémie Lvovsky
  - Les Triplettes de Belleville de Sylvain Chomet

### César du meilleur réalisateur
- Denys Arcand pour Les Invasions barbares
  - Lucas Belvaux pour Après la vie, Cavale et Un couple épatant
  - Jean-Paul Rappeneau pour Bon Voyage
  - Claude Miller pour La Petite Lili
  - Alain Resnais pour Pas sur la bouche

### César de la meilleure actrice
- Sylvie Testud dans Stupeur et Tremblements
  - Josiane Balasko dans Cette femme-là
  - Nathalie Baye dans Les Sentiments
  - Isabelle Carré dans Les Sentiments
  - Charlotte Rampling dans Swimming Pool

### César du meilleur acteur
- Omar Sharif dans Monsieur Ibrahim et les Fleurs du Coran
  - Daniel Auteuil dans Après vous
  - Jean-Pierre Bacri dans Les Sentiments
  - Gad Elmaleh dans Chouchou
  - Bruno Todeschini dans Son frère

### César de la meilleure actrice dans un second rôle
- Julie Depardieu (Jeanne-Marie) pour La Petite Lili
  - Judith Godrèche (Estelle) pour France Boutique
  - Géraldine Pailhas (Helena) pour Le Coût de la vie
  - Isabelle Nanty (Arlette Poumaillac) pour Pas sur la bouche
  - Ludivine Sagnier (Julie) pour Swimming Pool

### César du meilleur acteur dans un second rôle
- Darry Cowl dans Pas sur la bouche
  - Clovis Cornillac dans À la petite semaine
  - Yvan Attal dans Bon Voyage
  - Jean-Pierre Marielle dans La Petite Lili
  - Marc Lavoine dans Le Cœur des hommes

### César du meilleur espoir féminin
- Julie Depardieu dans La Petite Lili
  - Marie-Josée Croze dans Les Invasions barbares
  - Dinara Drukarova dans Depuis qu'Otar est parti...
  - Sophie Quinton dans Qui a tué Bambi ?
  - Laura Smet dans Les Corps impatients

### César du meilleur espoir masculin
- Grégori Dérangère dans Bon voyage
  - Nicolas Duvauchelle dans Les Corps impatients'
  - Pascal Elbé dans Père et Fils
  - Grégoire Leprince-Ringuet dans Les Égarés
  - Gaspard Ulliel dans Les Égarés

### César du meilleur scénario original ou adaptation
- Denys Arcand pour Les Invasions barbares
  - Lucas Belvaux pour Un couple épatant, Cavale et Après la vie
  - Julie Bertuccelli, Roger Bohbot, Bernard Renucci pour Depuis qu'Otar est parti...
  - Alain Corneau pour Stupeur et Tremblements
  - Patrick Modiano, Jean-Paul Rappeneau pour Bon Voyage

### César de la meilleure première œuvre
- Depuis qu'Otar est parti… de Julie Bertuccelli
  - Il est plus facile pour un chameau... de Valeria Bruni Tedeschi
  - Père et Fils de Michel Boujenah
  - Qui a tué Bambi ? de Gilles Marchand
  - Les Triplettes de Belleville de Sylvain Chomet

### César du meilleur film étranger
- Mystic River de Clint Eastwood, (États-Unis)
  - The Hours de Stephen Daldry, (États-Unis et Royaume-Uni)
  - Gangs of New York de Martin Scorsese, (États-Unis)
  - Elephant de Gus Van Sant, (États-Unis)
  - Le Retour d'Andreï Zviaguintsev, (Russie)

### César du meilleur film de l'Union européenne
- Good Bye, Lenin! de Wolfgang Becker, (Allemagne)
  - Dogville de Lars von Trier
  - Nos meilleures années de Marco Tullio Giordana
  - Respiro de Emanuele Crialese
  - The Magdalene Sisters de Peter Mullan

### César de la meilleure musique
- Benoît Charest pour Les Triplettes de Belleville
  - Stephan Eicher pour Monsieur N.
  - Bruno Fontaine pour Pas sur la bouche
  - Gabriel Yared pour Bon voyage

### César de la meilleure photographie
- Thierry Arbogast pour Bon Voyage
  - Pierre Aïm pour Monsieur N.
  - Agnès Godard pour Les Égarés

### César du meilleur montage
- Danielle Anezin, Valérie Loiseleux, Ludo Troch pour Un couple épatant, Cavale et Après la vie (« trilogie »)
  - Hervé de Luze pour Pas sur la bouche
  - Marilyne Monthieux pour Bon Voyage

### César du meilleur son
- Jean-Marie Blondel, Gérard Hardy, Gérard Lamps pour Pas sur la bouche
  - Pierre Gamet, Jean Goudier, Dominique Hennequin pour Bon Voyage
  - Olivier Goinard, Jean-Pierre Laforce, Jean-Paul Mugel pour Les Égarés

### César du meilleur décor
- Jacques Rouxel, Catherine Leterrier pour Bon voyage
  - Patrick Durand pour Monsieur N.
  - Jacques Saulnier pour Pas sur la bouche

### César des meilleurs costumes
- Jackie Budin pour Pas sur la bouche
  - Catherine Leterrier pour Bon Voyage
  - Carine Sarfati pour Monsieur N.

### César du meilleur court-métrage
- L'Homme sans tête de Juan Solanas
  - La Chatte andalouse de Gérald Hustache-Mathieu
  - J'attendrai le suivant de Philippe Orreindy
  - Pacotille d'Éric Jameux

### César d'honneur
- Micheline Presle